# Кришана

Румынская часть Кришаны.

Криша́на (рум. Crişana, венг. Körösvidék, нем. Kreischgebiet) — историческая область в составе Румынии (жудецы Арад и Бихор) и Венгрии, заключённая между рекой Тисой на западе, рекой Марош на юге, Западно-Румынскими горами на востоке и рекой Сомеш на севере. Имя ей дали три протекающих по этим землям притока реки Кёрёш: Кришул-Алб, Кришул-Негру и Кришул-Репеде. Главный город области — Орадя. 

## История
С XVIII века Кришана разделяла историческую судьбу Трансильвании и потому зачастую рассматривается как её составная часть. В более раннее время эти понятия разделяли. В 1571 году трансильванский князь Янош II Запольяи отказался от прав на венгерский престол в обмен на признание его правителем Трансильвании и Парциума — области, в состав которой, помимо Кришаны, вошли Марамуреш и Банат.